# キャーズム・オザルプ

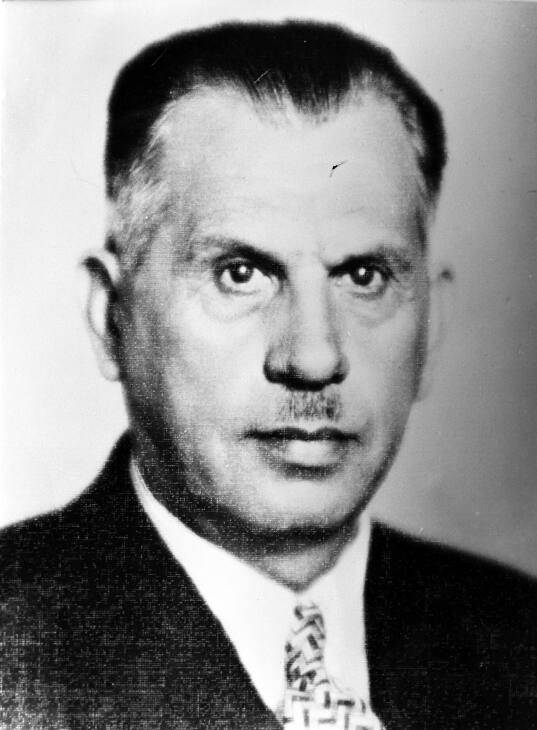
キャーズム・キョプリュリュ（1925年）

キャーズム・オザルプ（Kâzım Özalp、1880年–1968年6月6日）は、トルコの政治家、軍人。トルコ大国民議会議長、国防相を歴任した。最終階級は、「ビリンジ・フェリク」 (Birinci Ferik：大将)。

## 来歴
オスマン帝国支配下のマケドニア地方キョプリュリュに生まれる。そのため、1934年苗字法が制定されるまでは、キャーズム・キョプリュリュと呼ばれた。1902年に士官学校を卒業し、1905年に陸軍大学を卒業。セラーニクの歩兵第36連隊に配属される。そこで統一と進歩委員会に加入。1909年3月のマケドニアにおける反乱鎮圧に従事。1912年、バルカン戦争に従軍。第一次世界大戦ではカフカス戦線でロシア軍と戦った。1914年に少佐、1915年に中佐、1917年に大佐に昇進。
トルコ独立戦争では北東戦線司令官に任命され、1920年にはアルメニア人鎮圧にあたった。トルコ大国民議会議員に選出された。最初はバルケスィル県から、第九期以降はヴァン県から選出された。1921年にコジャエリ地区司令官に任命され、イズミットやアダパザルを連合国軍による占領から解放した。サカリヤの戦いでは第3集団 (後に軍団となる)を指揮。戦功を賞され1921年に、「ミールリヴァー：少将」に昇進した。
1922年1月、国防相に任命される。同年中将に昇進。1926年に大将に昇進した。1924年11月から1935年3月までトルコ大国民議会議長を務める。1935年から1939年まで、再び国防相を務めた。アンカラで死去した。死後の1971年に回顧録『国民闘争』が出版された。
フリーメイソンの会員だったとされている。